# Rocío García Romero
Rocío García Romero, coneguda com a Rocío Romero (Xile, 1971) és una arquitecta nord-americana nascuda a Xile.
Romero va néixer en 1971 a Xile i la seva família es va traslladar a Sant Diego (EUA) en 1973.
Es va graduar en Arquitectura en Berkeley en 1993 i va acabar el seu màster a la Universitat del Sud de Califòrnia en 1999. Durant els següents anys va treballar amb diversos arquitectes i estudis d'arquitectura (Guthrie+Buresh, Eric Rosen, Matias Klotz i Space International) i en 2001 va establir la seva pròpia empresa.
Els dissenys de Romero són unitats prefabricades construïdes com a grans kits de muntatge. Es tracta unitats de fàcil construcció i que es poden individualitzar molt. Utilitza tècniques i materials tradicionals, per la qual cosa els qualsevol contractista d'obra pot muntar-les sense necessitat d'experts.
El primer disseny de Romero és la casa de vacances de Bahía Laguna Verde, Xile (dissenyada en 1998, construïda en 1999-2000), a la qual va seguir la seva pròpia casa en Perryville (Missouri). L'origen dels seus dissenys es deu al fet que en intentar construir la casa dels seus pares va incórrer en importants sobrecostos. Llavors va revisar el projecte, adonant-se del potencial d'estalvi que hi havia en l'ús d'unitats prefabricades.
Romero no executa tot l'edifici. Els seus kits inclouen les parets, els sòls i l'estructura del sostre, així com les eines especials necessàries per muntar-los. Però la fonamentació, les escomeses de subministraments, portes o finestres no les proporciona, sinó que dona les indicacions tècniques. D'aquesta manera els compradors poden adaptar-se a les normatives locals del lloc d'emplaçament de les cases.
Les edificacions acabades per Romero –les que usa ella i la seva família- són estructures lluminoses on les canalitzacions s'oculten en l'estructura i els sostres en arracada queden dissimulats per parets sobreelevadas, de manera que el conjunt sembla una caixa. L'interior aquesta decorat en estil minimalista, amb predomini del blanc.